# Ancroft
Ancroft è un villaggio e parrocchia civile dell'Inghilterra, situata nella contea del Northumberland.